# Shivrajpur
Shivrajpur es un pueblo y  nagar Panchayat situado en el distrito de Kanpur Nagar en el estado de Uttar Pradesh (India). Su población es de 11948 habitantes (2011). Se encuentra a orillas del río Ganges.

## Demografía
Según el censo de 2011 la población de Shivrajpur era de 11948 habitantes, de los cuales 6284 eran hombres y 5664 eran mujeres. Shivrajpur tiene una tasa media de alfabetización del 79,90%, superior a la media estatal del 67,68%: la alfabetización masculina es del 84,26%, y la alfabetización femenina del 75,04%.